# コネチカット級戦艦
コネチカット級戦艦（コネチカットきゅうせんかん Connecticut-class battleships）は、アメリカ海軍の戦艦の艦級。本級は前弩級戦艦（準弩級戦艦）としては世界で最も優れた艦級の一つであり、重武装、優れた制海能力を誇り、当時としては比較的高速の19ノットの速度を発揮した。
しかしながら最初の2隻が就役した時点で本級は時代遅れとなっていた。ニューハンプシャー以外の4隻はグレート・ホワイト・フリートの世界巡航に参加した。コネチカットとミネソタは艦隊旗艦を務めた。
世界巡航の後、艦はその上部構造を取り去られた。艦橋は切り詰め縮小され、船体の魅力的な（しかし軍事的には役に立たない）白色塗装は鈍く輝く機能的な灰色に塗り替えられた。弩級戦艦に比べ時代遅れであるにもかかわらず、各国が第一次世界大戦までに軍備増強を行ったことで、本級は艦隊の中で重要な役割を果たした。1921年のワシントン海軍軍縮条約の結果廃棄が決定するまで艦隊の主力として活躍した。